# Grabmal Stefan Báthorys

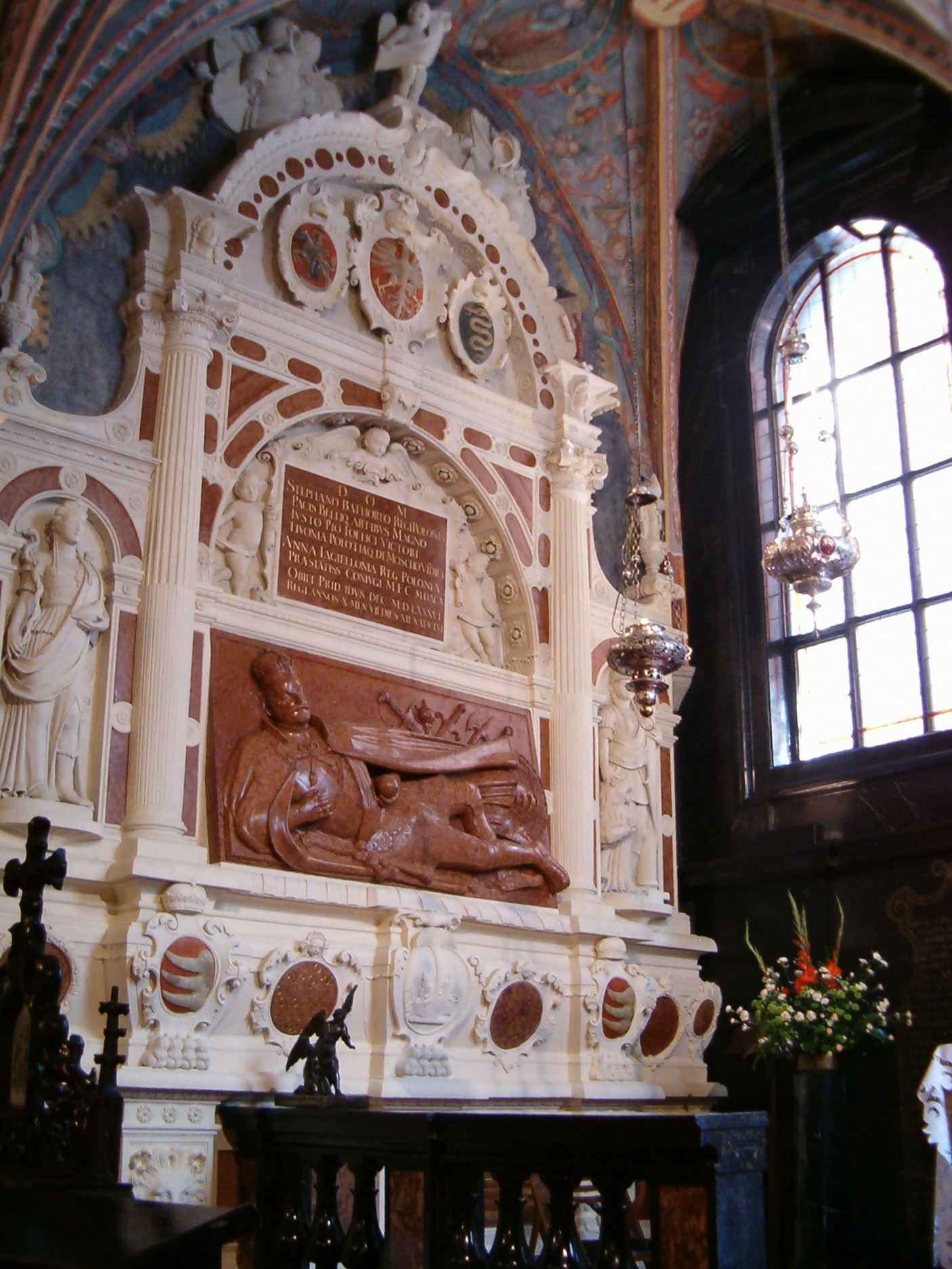
Grabmonument von König Stefan Báthory in der Wawel-Kathedrale

Das Grabmal Stefan Báthory befindet sich in der Wawel-Kathedrale in Krakau.

## Geschichte
Stefan Báthory starb 1586 in Hrodna im heutigen Belarus und wurde erst später nach Krakau überführt, wo er im Königsschloss Łobzów seine erste Ruhestätte fand. Seine Ehefrau Anna Jagiellonica stiftete das Grabmal in der Marienkapelle auf dem Wawel. Sie beauftragte 1594 hierfür ihren Hofarchitekten und Bildhauer Santi Gucci. Bereits 1583 hatte Gucci für Anna ihr eigenes Grabmal in der Sigismundkapelle der Wawel-Kathedrale noch im Stil der Hochrenaissance errichtet. 
Das Grabmal wurde von Santi Gucci im Stil des Manierismus geschaffen. Es ist das einzige Königsgrab auf dem Wawel in dieser Stilrichtung. 

## Beschreibung
Das Grabmal besteht aus rotem Marmor aus Ungarn, kleinpolnischem Sandstein und Alabaster. Der König ist auf der Grabplatte realistisch als Mann mittleren Alters dargestellt, der auf dem rechten Arm abgestützt in der linken Hand der Königsapfel hält. Sein Kopf ist zur Seite geneigt, in der rechten Hand hält er einen Königsapfel. Die Grabplatte ist in einen Triumphbogen eingeschlossen. Links und rechts von der Grabplatte sind weibliche Figuren angebracht, die Personifikationen von Mut und Klugheit. Oben sind die Wappen von Polen, Litauen und der Sforza, die Dynastie aus der die Mutter von Anna Jagiellonica stammte, angebracht. Unten befinden sich die Wappen der Báthory.